# Caserma Italia
La caserma Italia è un complesso architettonico, un tempo ad uso militare, situato in via Giuseppe Garibaldi nº 247 ad Arezzo.

## Storia
Alla metà degli anni trenta i vertici della Milizia nazionale ed il prefetto di Arezzo decidono di costruire una nuova caserma in luogo dei fatiscenti locali della caserma del generale Gandolfo, anticamente convento dello Spirito Santo.
L'edificio nacque dal progetto redatto dall'ingegner Dontato Bizzelli e dall'ingegner Perugini assieme ai neolaureati architetti Cini e Martelli, dopo che nell'area era stato abbattuto (a sua volta) l'ex convento che ospitava l'ordine delle Clarisse, (soppresso nel 1849 con il loro trasferimento in un'altra sede) e fu completato nel 1933.
Esso prevede due distinti corpi: il principale destinato al comando e quello sul retro alle camerate. La demolizione degli antichi locali -  "oscuri e malsani, non degni né del tempo di Mussolini, né della Guardia Armata della Rivoluzione Fascista", come si legge in Architettura del 1939 - viene avviata nel luglio 1937 e i lavori di costruzione sono eseguiti con grande celerità. Il corpo del comando viene inaugurato nel novembre del 1939 mentre la palazzina delle camerate e dei servizi (un edificio compatto di quattro piani, con un fronte di 45 metri, porticato verso il giardino interno) non viene realizzata.
Dopo l'apertura di questa prima caserma, tra il 1937 e il 1939, seguì la costruzione di un ulteriore edificio (il complesso, infatti, è formato da diverse strutture più o meno recenti), quello della 96ª Legione ordinaria CC.NN. "Francesco Petrarca", mentre, nel 1938, fu la volta della caserma dell'87º Reggimento fanteria "Friuli".  Nella seconda metà del Novecento il complesso aveva ospitato il 225º Reggimento fanteria "Arezzo", poi sostituito nel 1992 dal 121º Reggimento fanteria "Macerata", che ha poi chiuso i battenti.
Fino all'inizio degli anni novanta, la caserma ha ospitato gli uffici amministrativi della Legione Francesco Petrarca.
Nell'ambito della più generale ristrutturazione degli immobili militari in Toscana, la caserma è stata venduta all'amministrazione comunale e oggi è sede di un parcheggio, dello Sportello Unico del Comune di Arezzo oltre che di associazioni, scuole superiori e dell'Università della terza età ed infine della Casa delle Culture nella ex cappella delle caserme.

## Descrizione

### Ubicazione
L'edificio sorge all'interno della città murata, in un'area altimetricamente dominante rispetto al tessuto circostante: il fronte concavo e porticato si dispone a seguire l'andamento curvilineo di via Garibaldi, principale asse di collegamento tra la centrale piazza del Popolo e la porta nord. La caserma è situata in un'area destinata a residenza e attrezzature militari (verso nord sono situate rispettivamente la caserma Piave, ora in completo stato di abbandono, e il carcere circondariale); il lotto su cui insiste è delimitato a nord dall'alberata piazza Ghibellina e da via Brava mentre a ovest sono situate strutture in muratura e prefabbricate adibite a depositi militari.
L'area di pertinenza, delimitata a sud dal corpo a L dell'edificio del comando, è occupata in parte da un giardino alberato con spartiture geometriche.

### Esterno
L'edificio presenta un impianto e una volumetria compatte, sviluppate su tre piani fuori terra e fortemente connotate dall'andamento curvilineo, concavo in facciata e convesso sul retro, dei due fronti a sviluppo longitudinale. Il linguaggio, informato ad un razionalismo classicheggiante che occhieggia visibilmente al vicino palazzo del Governo di Michelucci, presenta toni aulici nel fronte di rappresentanza, decisamente dimessi in quelli secondari. La facciata principale, allineata al filo degli edifici adiacenti, è caratterizzata da un ampio impaginato in cui la superficie muraria è dominante rispetto alle aperture: tale impaginato è connotato al piano terra da un portico con undici fornici archivoltati (con pilastri e ghiera in pietra calcare lavorata a punta) e volte a crociera, al primo piano da una serie di finestre rettangolari in asse con le sottostanti arcate e all'ultimo da finestre quadrate di minori dimensioni (riquadrate in travertino come le sottostanti) suddivise in due gruppi di quattro, così da lasciare al centro un'ampia campitura murata; la fascia dell'attico è caratterizzata da una serie di feritoie e di buche pontaie, nelle quali sono inseriti i travicelli in legni del sottogronda. Il fronte sul giardino interno presenta un portale centrale archivoltato e una serie di porte finestre e finestre rettangolari ai piano primo e secondo; l'ala laterale si sviluppa su due livelli e presenta un disegno diverso, data la destinazione a magazzino.

### Interno
Per quanto concerne l'interno, dal portale sulla via Garibaldi, in asse con l'archivolto centrale del portico, si accede a un atrio centrale, comunicante direttamente col retro, e al vano scale, dominato da una scala a sbalzo con tre rampe rettilinee e gradini in calcare: al piano terra sono situati locali ampi e di notevole altezza; al piano primo un corridoio a sviluppo longitudinale, finestrato verso il giardino interno, segue l'andamento curvilineo del fronte e conduce agli ex uffici del comando; al piano superiore tale ordine si inverte (il corridoio curvilineo si apre sulla via Garidaldi) e i locali sono destinati alle due residenze degli ufficiali.
Per quanto concerne le opere decorative, al centro della facciata era presente un bassorilievo in terracotta, opera dello scultore fiorentino Mario Moschi, distrutto nell'immediato dopoguerra.

## Fortuna critica
L'opera è valutata positivamente dalla critica dell'epoca: il progetto, moderno nelle linee architettoniche e senza inutile fasto, piace per la sua semplicità e schiettezza, insieme moderna e ben toscana. In particolare sulle pagine della rivista  Architettura ne vengono lodate l'adattamento ai principi autarchici e il proporzionamento delle aperture in facciata, particolarmente legato allo spirito di tutti i modelli dell'edilizia del cinquecento aretino. Nel dopoguerra non si rintraccia alcun giudizio: unica eccezione la recente annotazione del Cozzi (1994) che giustamente ne evidenzia la dipendenza dal modello tipologico del limitrofo palazzo del Governo di Michelucci.